# Drupadia nola
Drupadia nola är en fjärilsart som beskrevs av Hans Fruhstorfer 1912. Drupadia nola ingår i släktet Drupadia och familjen juvelvingar. Inga underarter finns listade i Catalogue of Life.